# Muhya bint Ibn Abd ar-Razzaq
Muhŷa bint Ibn 'Abd ar-Razzāq al-Garnātiyya, fue una poetisa andalusí, originaria de Cástaras (Granada), que vivió en la Granada musulmana de los siglos XI y/o XII. 

## Biografía
Solo se conoce de ella que era casta o que vivía con recato en Granada. Su producción poética es desconocida, aunque al-Maqqari dice que algunos autores le atribuían versos considerados por otros obra de Hamda bint Ziyād.  Pertenecía a la misma generación de la poetisa satírica Nazhūn bint al-Qalā'iyya.
Este último dato permite deducir, por comparación, que Muhya vivió en el siglo XI, si aceptamos esta data que hacen as-Suyuti y al-Maqqari para Nazhun, o en el siglo XII si atendemos a que todas las anécdotas conocidas de Nazhun están en relación con personajes de mediados de esa centuria. Hay por tanto autores que sitúan la existencia de Muhya directamente en el siglo XII.
Ibn al-Abbar, en su obra Takmila aporta estos escasos datos, los más antiguos y completos existentes sobre Muhŷa, obtenidos a través de un pariente del amir Muhammad ibn Mardanis que vivió algún tiempo en Granada, seguramente en 1162, cuando la ciudad fue ocupada por este rey de la segunda taifa murciana.
Teresa Garulo sugiere que Muhya podría ser descendiente de Abd ar-Rahim ben Abd ar-Razzaq, ministro de Abd’Allah ben Buluggin, último rey de la taifa de Granada (1073-1090).